# استیون سالمونز
استیون سالمونز (انگلیسی: Steven Salmons؛ زادهٔ ۳ ژوئیه ۱۹۵۸) بازیکن والیبال اهل ایالات متحده آمریکا بود.